# Gunstar Future Heroes
Gunstar Future Heroes, pubblicato originariamente in Giappone e in Nord America come Gunstar Super Heroes (ガンスタースーパーヒーローズ?, Gansutā Sūpā Hīrōzu), è un videogioco sparatutto a scorrimento sviluppato da Treasure e pubblicato da SEGA per la console Game Boy Advance nel 2005. Il gioco è il sequel di Gunstar Heroes, dal quale continua la storia e migliora il sistema di combattimento utilizzato nel suo predecessore.

## Trama
Ambientato dopo la distruzione del "terribile Distruttore" (conosciuto anche come Golden Silver, il quale era il boss finale) al termine di Gunstar Heroes, l'esplosione creata da esso ha generato quattro lune che orbitano attorno al pianeta Terra. Successivamente dopo molti anni di vita prospera, viene realizzata una quinta luna, dietro alla quale si celano nuovamente il malvagio Impero e Golden Silver.
I protagonisti Red e Blue, chiamati così in omaggio ai guerrieri leggendari del primo gioco, combattono contro l'Impero all'interno di un'organizzazione chiamata 3YE (The Third Eye). Aiutati da Yellow, i Gunstar devono viaggiare sulle lune, impedendo così la resurrezione dell'Impero e il ritrovamento delle Treasure Gems, quattro pietre mistiche dal potere sconosciuto, obiettivo principale del precedente capitolo. Future Heroes presenta storie alternative a seconda della difficoltà impostata e del personaggio scelto.
La maggior parte dei personaggi presenti riprendono il nome da quelli originali di Gunstar Heroes, mentre quelli nuovi presentano delle somiglianze con altri sempre provenienti dal prequel, un particolare eccezione l'ha si ha con Red, la quale è una femmina e non un maschio come l'eroe originale.

## Modalità di gioco
Il gioco presenta diversi cambiamenti rispetto a Gunstar Heroes. I controlli di Red e Blue non hanno più differenze a seconda del tipo di sparo scelto e le meccaniche di entrambi risultano più avanzate e versatili. Il lancio dei nemici è stato rimosso e molti attacchi corpo a corpo vengono eseguiti usando i tasti A e B in combinazione con le frecce direzionali. Inoltre è assente la possibilità di combinare più armi fra loro, tuttavia il giocatore ha la possibilità di scegliere fra tre tipi diversi in qualsiasi momento della partita. Un'altra novità riguarda una barra di supercarica che si riempie sconfiggendo i nemici; una volta che questa è piena, il giocatore può sferrare un attacco molto potente, utile in casi di accerchiamento da parte di un vasto numero di soldati o contro avversari molto forti.

## Colonna sonora
Il 23 novembre 2005 fu pubblicato un album contenente la soundtrack BGM del gioco, il quale si intitola Gunstar Heroes Sound Collection.
Musiche di Motoaki Furukawa.
1. TITLE – 1:43
2. GREEN – 1:17
3. NEOCITY – 2:40
4. 0STAGE – 1:37
5. FATE – 1:26
6. EX BOSS (EXBOSS?) – 1:39
7. 1STAGE – 1:50
8. SMASH – 1:11
9. CHOCO – 0:31
10. NCLEAR – 0:05
11. PYRAMID – 1:17
12. BOSS1 – 1:01
13. CLEAR – 0:07
14. STONE – 1:53
15. ROLLING – 1:34
16. 7FORCE – 1:49
17. SCLR – 0:08
18. SKYSHIP – 1:39
19. BOSS3 – 0:59
20. SAIKORO – 1:07
21. CHOICE – 0:55
22. CRUSHER – 0:50
23. BOSS4 – 1:16
24. SORROW – 1:15
25. FLIGHT – 1:09
26. SUNSET – 1:32
27. ORDEAL – 2:05
28. GUNS – 2:17
29. BOSS7 – 1:15
30. ENDING – 1:53
31. STAFF ROLL – 1:25
32. ALL CLEAR – 0:09
33. CONTINUE – 0:53
34. Opening – 1:47
35. Story demo – 1:16
36. Stage select – 0:36
37. 1Stage – 1:39
38. 1Stage Middle Boss – 1:13
39. 1Stage Boss – 1:03
40. Stage Clear – 0:09
41. 2Stage – 1:40
42. 2Stage Boss – 1:37
43. 3Stage – 1:40
44. 3Stage Boss – 1:02
45. 4Stage – 1:14
46. 4Stage Boss – 1:12
47. Clear – 0:05
48. 5Stage – 1:24
49. 5Stage Boss – 1:17
50. 6Stage – 1:13
51. 7Stage – 1:17
52. 7Stage – 0:50
53. 7Stage Boss – 1:18
54. Ending – 2:14
55. Staff – 1:57
56. Continue – 0:43
57. Option – 1:41
58. All Clear – 0:10
59. Gunstar Heroes Arrange Version (ガンスターヒーローズ・アレンジバージョン?, Gansutā Hīrōzu Arenji Bājon) – 4:30

## Accoglienza
| Testata                            | Giudizio |
| ---------------------------------- | -------- |
| GameRankings (media al 09-12-2019) | 83.26%   |
| Metacritic (media al 17-03-2020)   | 83/100   |
| 1UP.com                            | A-       |
| EGM                                | 7.67/10  |
| Eurogamer                          | 5/10     |
| Famitsū                            | 34/40    |
| Game Informer                      | 8.75/10  |
| GameSpot                           | 8.9/10   |
| GameSpy                            | 4.5/5    |
| IGN                                | 9/10     |
| Nintendo Power                     | 9.5/10   |
| Play                               | 9/10     |
| Everyeye.it                        | 8/10     |
| Multiplayer.it                     | 6.8/10   |

Il gioco ha ricevuto recensioni estremamente positive da parte della critica che l'ha ritenuto un avvincente gioco d'azione e ha ottenuto punteggi molto alti, ricevendo anche il premio "Best GBA Game Of E3 2005". Nonostante ciò, ha venduto un numero molto basso di copie, ovvero circa 700 000 copie in tutto il mondo.
1UP.com gli diede un A-, definendolo un ottimo concentrato di azione frenetica ma sconsigliando di giocarlo su Game Boy Micro per via delle ridotte dimensioni dello schermo che porterebbero a numerosi problemi durante le varie fasi di gioco, che richiedono molto spazio visivo per saper gestire gli attacchi dei nemici o degli ostacoli presenti sulla schermata, John Walker di Eurogamer lo criticò per la breve longevità la quale è pari ad un'ora, dandogli così un 5.
Adam Biessener di Game Informer lo lodò per la sua notevole varietà di contenuti, soprattutto per la lunghezza dei livelli che sapevano essere divertenti e mai frustranti al contrario di alcuni problemi presenti come il sistema delle collisioni oppure i comandi poco pratici, Greg Mueller di GameSpot gli diede un 8.9 meritato per la velocità e la grafica di gioco, Phil Theobald di GameSpy lo definì come uno dei migliori titoli esistenti per Game Boy Advance, soprattutto per i livelli molto grandi e le battaglie contro i boss.
Craig Harris di IGN affermò che Treasure ha fatto un ottimo lavoro con questo sequel sfruttando al massimo le potenzialità hardware della console portatile, Everyeye.it fece un'affermazione simile dando al titolo un 8, confermando che "I ragazzi di Treasure hanno fatto centro", ma l'unico fattore che può far desistere dall'acquisto è lo stile di gioco che nonostante sia ben strutturato può rivelarsi datato, rimanendo comunque un titolo consigliato anche ai non amanti del genere.
Andrea Palmisano di Multiplayer.it mise in luce come punti di forza la buona varietà, il fatto che fosse piuttosto divertente e lo stile di gioco ottimo contro la durata totale per completare l'avventura, la quale è solo di un'ora e l'assenza della modalità multigiocatore.